# 拉沙瓦特
拉沙瓦特（法語：La Chavatte，法語發音：[la ʃavat]）是法国上法兰西大区索姆省的一个市镇，位于该省东南部，属于蒙迪迪耶区。

## 地理
拉沙瓦特（49°45'25"N, 2°46'0"E）面积1.89 平方千米，位于法国上法蘭西大區索姆省，该省份为法国北部沿海省份，北起加来海峡省和北部省，西接滨海塞纳省和大西洋英吉利海峡，南至瓦兹省，东临埃纳省。
与拉沙瓦特接壤的市镇（或旧市镇、城区）包括：富克库尔、弗朗萨尔、弗雷努瓦莱鲁瓦、帕尔维莱尔-勒凯努瓦。
拉沙瓦特的时区为UTC+01:00、UTC+02:00（夏令时）。

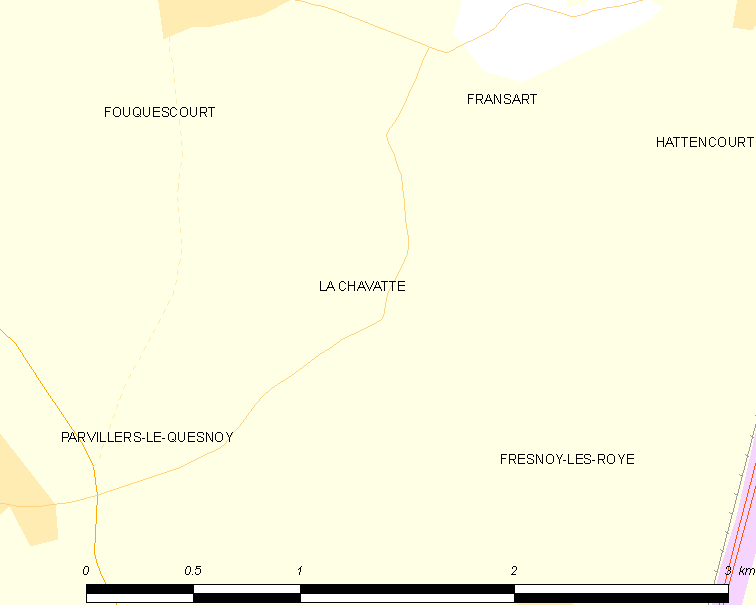
拉沙瓦特的OSM定位图

## 行政
拉沙瓦特的邮政编码为80700，INSEE市镇编码为80189。

## 政治
拉沙瓦特所属的省级选区为莫勒伊县。

## 人口

1962-2008年间拉沙瓦特人口变化图示

拉沙瓦特于2022年1月1日时的人口数量为64人。